# Диббен, Джонатан
Джонатан Диббен (англ. Jonathan Dibben; род. 12 февраля 1994 в Саутгемптоне, Великобритания) — британский профессиональный  трековый и шоссейный велогонщик, выступающий с 2019 года за команду «Madison Genesis». Чемпион мира по трековым велогонкам в гонке по очкам (2016). Чемпион Европы по трековым велогонкам в командной гонке преследования  (2014, 2015).

## Достижения

### Трек
2011
Чемпионат Великобритании
1-й   Чемпион Великобритании Командная гонка преследования
3-й   Индивидуальная гонка преследования
1-й   Чемпион Великобритании - Индивидуальная гонка преследования (юниоры)
2012
Чемпионат Великобритании
2-й   - Индивидуальная гонка преследования
2-й   - Скрэтч
2-й   -  Чемпион мира среди юниоров Омниум
2014
Чемпионат Европы
1-й   Чемпион Европы - Командная гонка преследования
2-й   - Омниум
3-й   - Чемпионат Великобритании Индивидуальная гонка преследования
2015
Чемпионат Европы
1-й   Чемпион Европы - Командная гонка преследования
2-й   - Омниум
Чемпионат Великобритании
2-й   - Скрэтч
3-й   - Индивидуальная гонка преследования
2016
Чемпионат мира
1-й   Чемпион мира - Гонка по очкам
2-й   - Командная гонка преследования
1-й   Чемпион Европы (U23) - Гонка по очкам

### Шоссе
2012
1-й - Этап 3b Трофей Карлсберга (юниоры)
3-й - Париж — Рубе Юниоры
5-й - Чемпионат мира - групповая гонка (юниоры)
2014
1-й - Этап 2а (ИГ) Le Triptyque des Monts et Châteaux
6-й - Чемпионат мира - индивидуальная гонка (U23)
2015
8-й - ЗЛМ Тур - Генеральная классификация
2016
2-й - Le Triptyque des Monts et Châteaux - Генеральная классификация
1-й - Горная классификация
1-й Этап 3а (ИГ)
2-й Тур Фландрии U23
4-й Дуо Норман (вместе с Скоттом Дэвисом)
7-й Beaumont Trophy
9-й - Чемпионат мира - групповая гонка (U23)
2017
1-й - Этап 6 (ИГ) Тур Калифорнии
6-й Trofeo Porreres–Felanitx–Ses Salines–Campos